# Сохачи
Сохачи (укр. Сохачі) — село в Коропском районе Черниговской области Украины. Население — 613 человек. Занимает площадь 3,534 км². Расположено на реке Хвосториж (приток Десны).
Код КОАТУУ: 7422288401. Почтовый индекс: 16241. Телефонный код: +380 4656.

## Власть
Орган местного самоуправления — Сохачевский сельский совет. Почтовый адрес: 16241, Черниговская обл., Коропский р-н, с. Сохачи, ул. Кирова, 48.